# Saint-Hippolyte-de-Montaigu
Saint-Hippolyte-de-Montaigu là một xã ở tỉnh Gard. Xã này có diện tích 4,05 kilômét vuông, dân số năm 1999 là 116 người. Khu vực này có độ cao trung bình 120 mét trên mực nước biển.